# Калейця
Кале́йця (болг. Калейца) — село в Ловецькій області Болгарії. Входить до складу общини Троян.

## Населення
За даними перепису населення 2011 року у селі проживали 613 осіб.
Національний склад населення села:
| Національність   | Кількість осіб | Відсоток |
| ---------------- | -------------- | -------- |
| болгари          | 381            | 96,9 %   |
| турки            | 6              | 1,5 %    |
| цигани           | 0              | 0 %      |
| Всього відповіли | 393            |          |

Розподіл населення за віком у 2011 році:
Динаміка населення: